# Hemigenia conferta
Hemigenia conferta là một loài thực vật có hoa trong họ Hoa môi. Loài này được B.J.Conn mô tả khoa học đầu tiên năm 1986.